# Arthur Saint-Pierre
Pour les articles homonymes, voir Saint-Pierre.
Arthur Saint-Pierre était un professeur, journaliste, et sociologue canadien né le 30 septembre 1885 à Walkerville (Ontario) et décédé en 1959 à l'âge de 73 ou 74 ans.
Il est l'un des fondateurs de l'École sociale populaire. Il est le fondateur et directeur de la Revue Nationale et de L'Oiseau bleu.
Il a travaillé comme journaliste à La Patrie en 1911 puis devient correspondant parlementaire de La Presse à Ottawa de 1917 à 1919. Il s'est alors dirigé vers l'enseignement. Il a été professeur, puis professeur émérite à la Faculté des sciences sociales de l'Université de Montréal de 1922 à 1953.

## Œuvres
- 1927 - Histoire de l'Oratoire Saint-Joseph du Mont Royal

## Honneurs
- 1920 - Prix d'Action intellectuelle de l'A.C.J.
- 1923 - Membre de la Société royale du Canada
- 1926 - Prix David
- 1927 - Prix de la langue-française de l’Académie française
- 1930 - Prix de l'Académie des sciences morales et politiques
- 1951 - Président de la section française de la Société royale du Canada